# آساکو دودو
آساکو دودو (انگلیسی: Asako Dodo؛ زادهٔ ۸ نوامبر ۱۹۶۷) صداپیشگی در ژاپن، و بازیگر اهل ژاپن است. وی از سال ۱۹۹۲ میلادی تاکنون مشغول فعالیت بوده‌است.